# Manrico Ronchiato
Manrico Ronchiato (Jesolo, 28 de outubro de 1960) é um ex-ciclista italiano, que era profissional entre 1985 à 1986. Ele terminou em último lugar no Tour de France 1985.